# Aleksandrs Bergmanis
Aleksandrs Bergmanis, auch Alexander (Sascha) Bergmann (geboren 30. Mai 1925 in Riga; gestorben 12. Januar 2016 in Riga), war ein lettischer Jurist und Holocaustüberlebender.

## Leben
Alexander Bergmanns Vater Žanis (in der Familie Jean und Jeannot) Bergmanis war Lehrer, seit 1935 Direktor des Jüdischen Allgemeinen Gymnasiums in Riga und Mitglied der jüdischen Gemeinde. Mit dem Historiker Simon Dubnow war er befreundet. Bergmann erlebte 1940 die sowjetische Okkupation Lettlands. Nach der deutschen Eroberung Lettlands wurden Bergmann, sein Vater und sein Bruder Michail am 27. Juli 1941 zum Dienst für die Ordnungspolizei Ostland verpflichtet, für das Alexander Bergmann bis zum Juli 1943 arbeiten musste. Bitter war es für ihn zu erleben, dass es unter den von den Deutschen Gedemütigten keine Solidarität gab, sondern dass der Judenhass fortdauerte. Als eine Kolonne sowjetischer Kriegsgefangener eine Kolonne jüdischer Häftlinge vorbeiziehen sah, stimmten sie ein altbekanntes russisches antisemitisches Lied an: „Denkt nur nicht, ihr Judenpack, Russland, dass sei euer.“
Am 23. Oktober 1941 wurde seine Familie in das Ghetto Riga „umgesiedelt“. Im Wald von Rumbula erschossen die SS und ihre lettischen Hilfstruppen am 30. November und 8. Dezember 1941 in ausgehobenen Gruben etwa 27.500 Juden, darunter seine Mutter und seinen 13 Jahre alten Bruder. Sein Vater wurde Anfang August 1944 ebenfalls ermordet.
Bergmann war seit Ende Juli 1943 Häftling im KZ Kaiserwald, ab dem 1. Oktober 1944 im KZ Stutthof, schließlich, seit dem 3. November 1944, im KZ Buchenwald bzw. in dessen Außenlager in Magdeburg. In Magdeburg, wo er in einer Häftlingskolonne bei Befestigungsarbeiten eingesetzt war, erlebte er den alliierten Luftangriff am 16. Januar 1945. Seine Befreiung erlebte er am 11. April 1945 in Magdeburg, als die SS-Männer, die das Lager bewachten, angesichts der bevorstehenden Einnahme der Stadt durch die US Army die Lagertore öffneten. Er wog nur noch 37 kg und erkrankte infolgedessen Ende Mai an Hungerdystrophie und Lungentuberkulose, die er in einem Lazarett in Zerbst überlebte. Eine gefälschte Bescheinigung, der zufolge er vom 17. bis zum 21. August 1945 ein Prüf- und Filtrationslager durchlaufen hatte, ersparte ihm eine weitere Lagerzeit tatsächlich durchstehen zu müssen, um sich vom Volkskommissariat für innere Angelegenheiten (NKWD) „durchleuchten“ zu lassen und sich rechtfertigen zu müssen, weshalb er überlebt hatte.
Sein älterer Bruder Mika überlebte ebenfalls die KZ-Haft. Beide gelangten im September 1945 zurück in das nun zum zweiten Mal sowjetisch okkupierte Lettland.
Bergmann studierte, heiratete und arbeitete in der Lettischen Sozialistischen Sowjetrepublik als Rechtsanwalt.
Nach der politischen Wende 1990 wurde Bergmann 1993 Vorsitzender des Vereins der ehemaligen jüdischen Ghetto- und KZ-Häftlinge Lettlands (LEGU). Bergmann setzte sich für die noch lebenden Opfer des Nationalsozialismus ein. 1993 unterstützte er die Recherchen der Journalisten John Goetz und Volker Steinhoff im Nachrichtenmagazin Panorama, in dem dargestellt wurde, dass ehemalige Angehörige lettischer SS-Verbände in der Bundesrepublik Kriegsopferrenten bezogen, lettische Opfer der NS-Herrschaft dagegen keine Unterstützung erhielten. Als 1997 immer noch keine Unterstützungen gezahlt wurden, trat er selbst in einer Panoramasendung neben Kanzleramtsminister Friedrich Bohl auf.
Nach dem Jahr 2000 half er Landsleuten bei der Antragstellung für Zwangsarbeiterentschädigungen durch die Bundesrepublik Deutschland.
2005 veröffentlichte Bergmann seinen Bericht über die Haft in den Konzentrationslagern. Bergmann bedauerte, dass ihm keine Möglichkeit gegeben wurde, in Lettland als Zeitzeuge, so wie das in Deutschland möglich ist, mit Schülern ins Gespräch zu kommen.
Aleksandrs Bergmanis wurde auf dem Neuen Jüdischen Friedhof in Riga Smerlis beerdigt.

## Bericht
- Zapiski nedocheloveka. Riga: [s.n.], 2005. (russisch) ISBN 9984196879
  - Alexander Bergmann: Aufzeichnungen eines Untermenschen. Ein Bericht über das Ghetto in Riga und die Konzentrationslager in Deutschland. Übersetzt von Ingrid Damerow. Edition Temmen, Bremen 2009, ISBN 978-3-86108-316-0.
  - Zemcilvēka piezīmes. Riga: Latvijas Ebreju draudžu un kopienu padome, 2011.